# Хораждјовице
Хораждјовице (чеш. Horažďovice) град је у Чешкој Републици. Град се налази у управној јединици Плзењски крај, у оквиру којег припада округу Клатови.

## Становништво
Према подацима о броју становника из 2014. године град је имао 5.502 становника.